# Degmaptera olivacea
Degmaptera olivacea es una especie de polilla de la familia Sphingidae. Vuela en Malasia Peninsular y Borneo.
Es similar a Smerinthulus diehli, pero las alas traseras son menos rosa, las bandas en las alas delanteras amarillea y en el ápice de las alas delanteras es menos intenso.

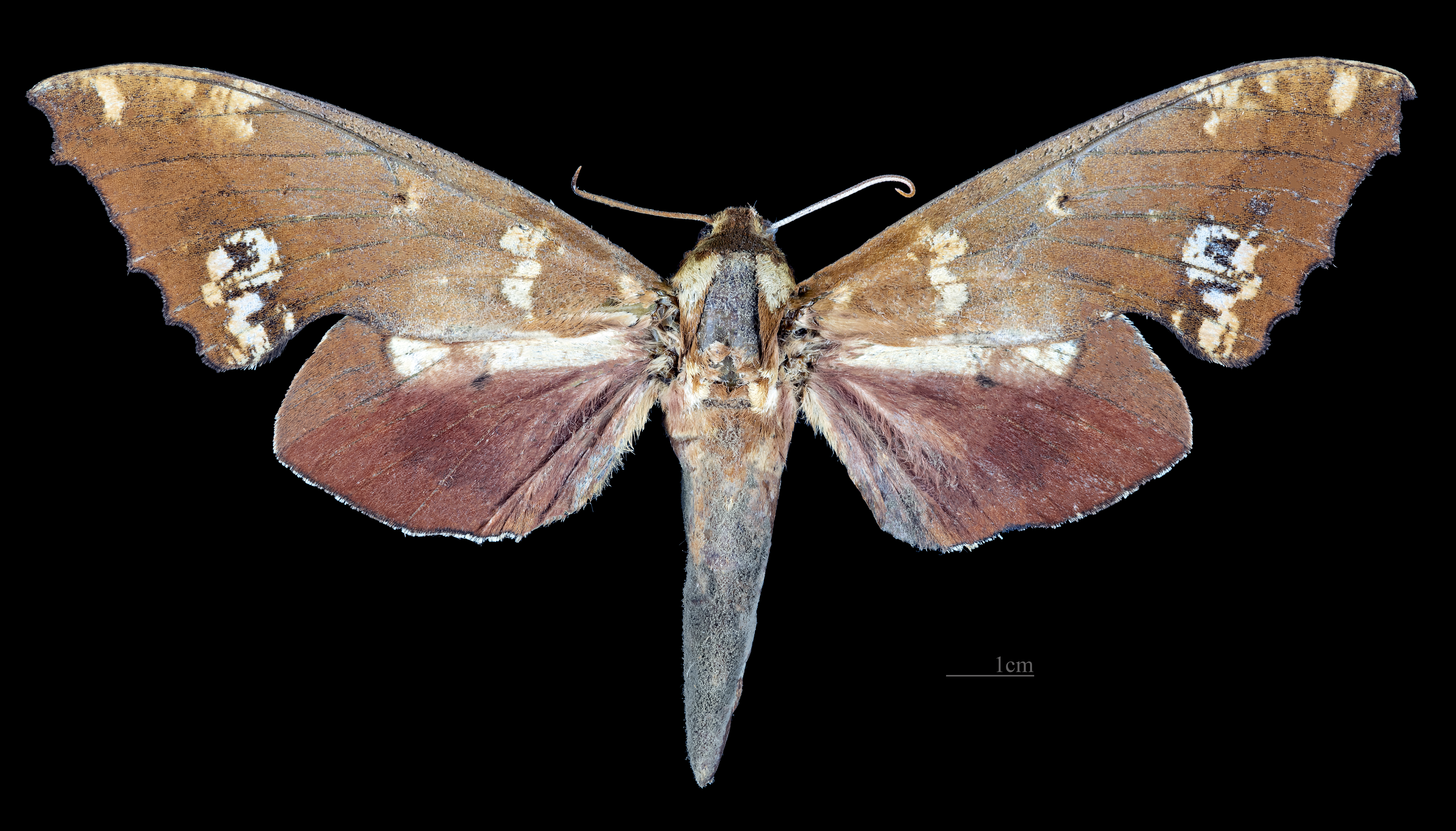
♀
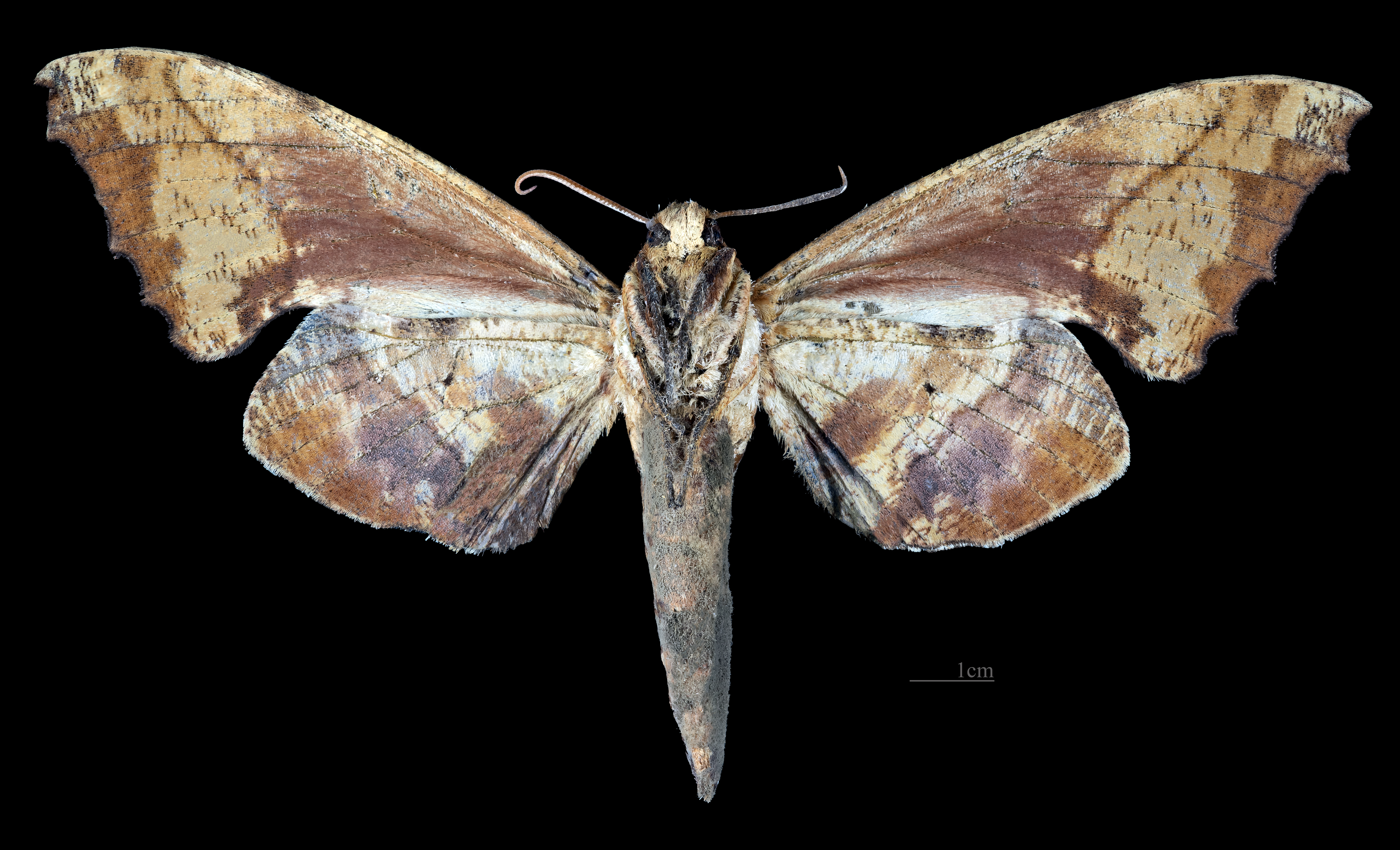
♀ △

## Sinonimia
- Cypa olivacea Rothschild, 1894